# Rise Records
Rise Records è un'etichetta discografica statunitense, fondata nel 1991 da Craig Ericson. Di proprietà di BMG Rights Management, ne è una sua sussidiaria orientata al rock, al punk e alla heavy music.
Come altre etichette del gruppo, è distribuita da Universal Music Group a livello fisico e direttamente da BMG a livello digitale. Oltre a pubblicare i propri artisti, gestisce le pubblicazioni di alcuni artisti rock legati a BMG.
Storicamente l'etichetta era specializzata nella sola pubblicazione di musica punk e hardcore, successivamente è arrivata alle luci della ribalta per le frequenti pubblicazioni di album di genere metalcore e post-hardcore (che hanno costituito e costituiscono ancora un'importante base sia nel catalogo passato che in quello presente), oltre che alcune pubblicazioni pop punk, nu metal e deathcore.
Negli anni 2000 e 2010, fu una delle etichette protagoniste dell'ascesa del metalcore di seconda ondata (legato all'immaginario scene), portando in auge gruppi come Of Mice & Men, Attack Attack!, Miss May I e The Devil Wears Prada (il quale stile apparentemente simile fece coniare agli ascoltatori il termine a volte poco lusinghiero di risecore). Tra il 2013 e il 2014 ha piazzato diversi album nella top ten della Billboard 200 e la label ha venduto in giro per il mondo milioni di unità.
Il 18 maggio 2015 BMG annuncia l'acquisizione dell'etichetta tramite un accordo multimilionario, così diventandone una delle principali etichette del gruppo tedesco orientate verso il rock, insieme a Vagrant Records e Infectious Music.

## Velocity Records
Il 3 febbraio 2010 la Rise Records annunciò la creazione di un'etichetta sussidiaria chiamata Velocity Records. Dal 2016 l'imprint non risultò più attiva, mentre ad oggi è sorta a nuova vita in seno ad Equal Vision Records.